# Rudolf Doernach

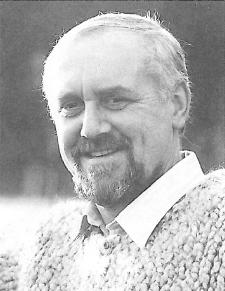
Rudolf Doernach, 1975

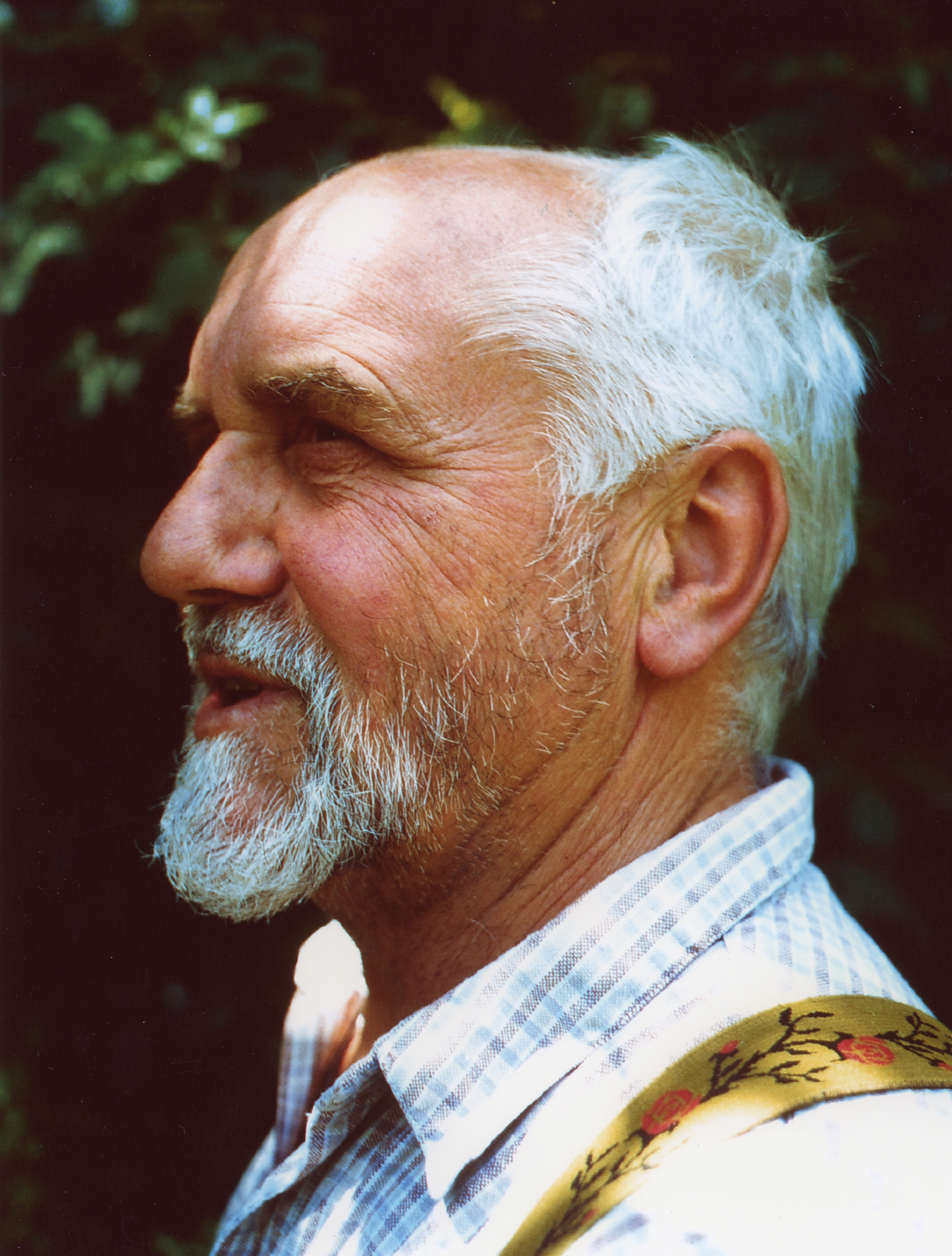
Rudolf Doernach, 2000

Rudolf Doernach (* 17. August 1929 in Stuttgart; † 15. Mai 2016 in Wildberg) war ein deutscher Architekt, Bioarchitekt und Landwirt in Wildberg (Schwarzwald).

## Leben
Nach dem Architekturstudium an der Technischen Hochschule in Stuttgart, studierte er als Fulbright-Stipendiat in den USA Biotektur. Danach war er in den USA tätig, mit leichten Schalenkonstruktionen und schwimmenden Kunststoffhäusern auch als Projektpartner von Buckminster Fuller. Es folgten zwanzig Jahre freiberuflicher Tätigkeit, spezialisiert auf Forschungs- und Entwicklungsarbeiten an Baustoffen und Bausystemen. Er unterrichtete 1960 bis 1963 an der Ulmer Hochschule für Gestaltung.
Zurückgekehrt nach Deutschland war er seit 1974 in Forschungskontakt mit Frei Otto und dem Institut für Leichte Flächentragwerke IL in Stuttgart, dort speziell bei dem Forschungsprojekt SFB 230 „Natürliche Konstruktionen“ seit 1988. Parallel dazu gründete er als Biotekt die Bioversität als Forschungsinstitut und Volkshochschule in Wildberg (Schwarzwald). Seitdem plant er die Gebäude nicht mehr, sondern er „lässt sie wachsen“. Sowohl im übertragenen Sinne, dass sie aufgrund neuer Ideen und Bedürfnisse regelmäßig an- und umgebaut werden, als auch indem er die Gebäude beispielsweise aus Weiden wachsen lässt oder sie mit Kletterpflanzen als lebendigem Mauerschutz oder durch Grasdächer begrünt. Dort wurden seit 1975 mehrere Prototypen von Geodätischen Kuppeln und Gitterschalen mit Pflanzenhaut errichtet. Er gilt als Pionier in der Architektur im Zeichen des Klimawandels. Seine Visionen hat er als Maler festgehalten.
Er hatte zahlreiche Vorträge und Seminare auch gemeinsam mit Hans A. Pestalozzi und Friedensreich Hundertwasser. Doernach arbeitete mehrere Jahre im Beirat für Bauforschung in Bonn.

## Biotektur und Bioversität

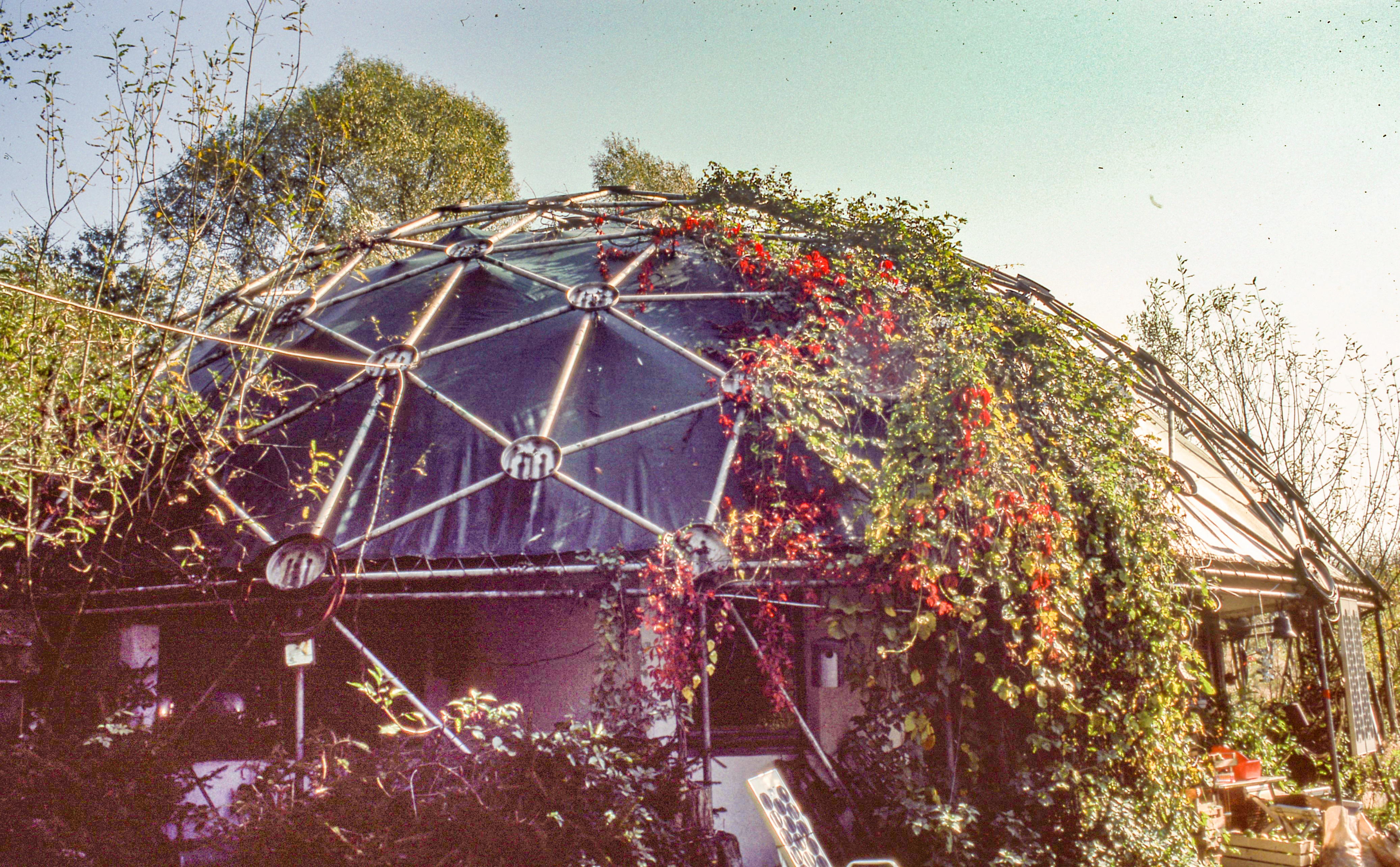
Bioversität in Gültlingen

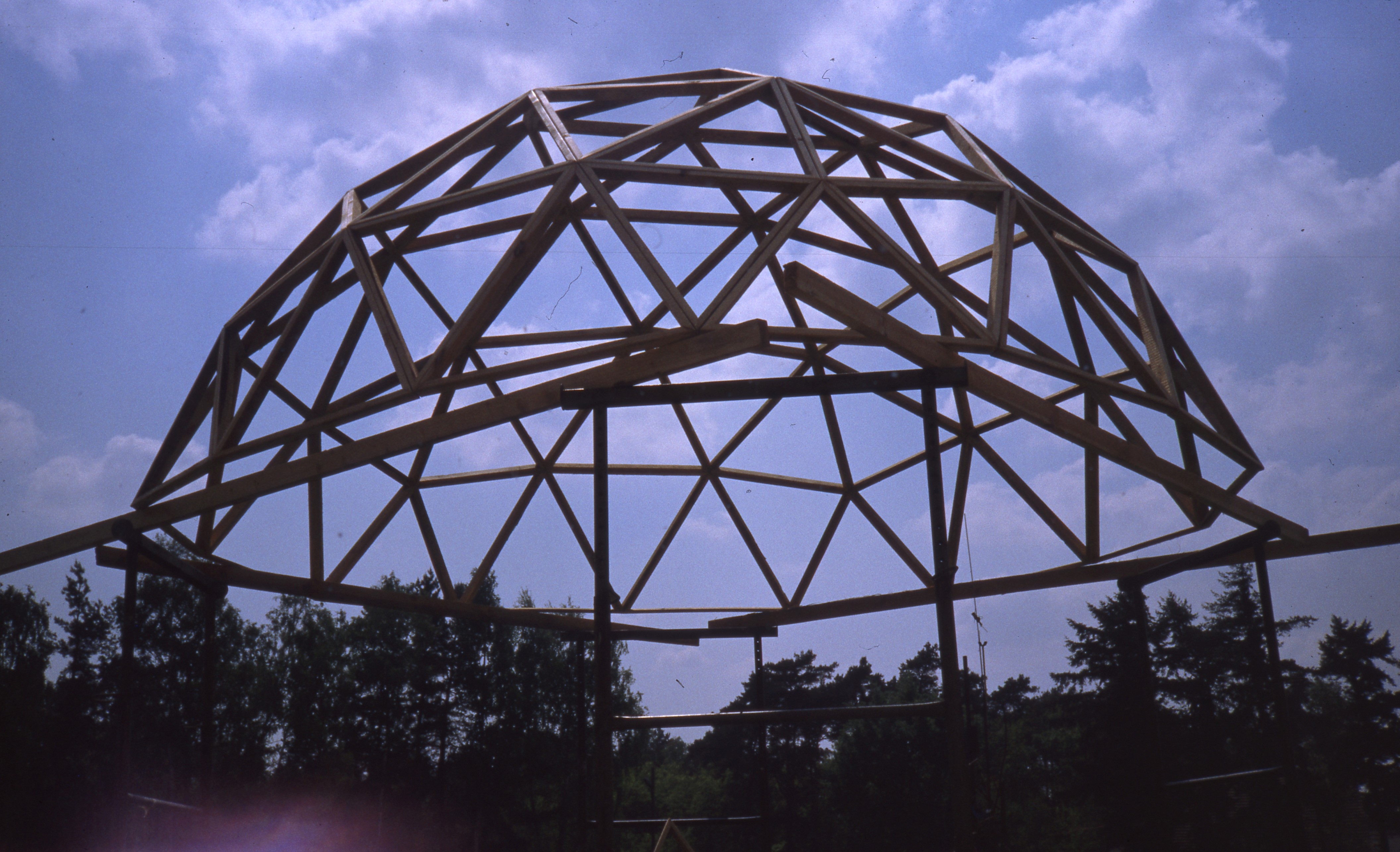
Geodätische Kuppel

Er schuf den bisher nicht ins Fachvokabular eingegangenen Begriff der Biotektur (Bio-Architektur) als Bauen mit lebenden Baustoffen, Pflanzen als Traggerüste und bioklimatische Haut, zugleich als Wand, Dach, Energieerzeugung und Dämmung. In seinem Forschungsinstitut Bioversität wurden seit 1975 mehrere Prototypen von Geodätischen Kuppeln und Gitterschalen mit Pflanzenhaut realisiert. Bei dem interdisziplinären Forschungsprojekt SFB 230 Natürliche Konstruktionen wurde angeblich der Begriff Bionik entwickelt. 

## Werke
Nutzungsrechte der Urheberrechte wurden dem Karlsruher Institut für Technologie (KIT) Saai - Archiv für Architektur und Ingenieurbau übertragen. Für Dissertationen können Unterlagen, Schriften, Dokumente, Zeichnungen, Pläne, Gemälde etc. auf Anfrage dort eingesehen werden.

## Handbuch für bessere Zeiten
Mit dem Doppelband „Handbuch für bessere Zeiten“ wurde Dörnach 1983 einem breiten Publikum aus der Öko-Szene bekannt. Die praktischen Beschreibungen und Anleitungen zu alten handwerklichen Techniken aus den Bereichen Bauen und Wohnen, Kleidung, Heimwerk, Wasser, Nahrung, Tiere und Energie wurden in vielen alternativen Wohnprojekten in der Stadt und auf dem Land umgesetzt. Weitere Themen sind Lehmbau, Permakultur, Pflanzenkläranlage, Haus- und Dachbegrünung.

## Landesgartenschau Freiburg
Zur Landesgartenschau in Freiburg, Baden-Württemberg, schuf er 1986 eine große selbsttragende immergrüne „Stadtlaube“, die gemeinsam mit Naturgarten, Feuchtbiotop, Naturhaus, Gartenhaus zur Ökostation zusammenwuchs.

## Publikationen
- Rudolf Doernach: Entwurfsprozesse in Natur und Architektur. In: Natürliche Konstruktionen. Konzepthefte Nr. 10 des SFB 230, Universität Stuttgart, 1988.
- Rudolf Doernach, Aufsatz in Natürliche Konstruktionen Mitteilungen des SFB 230, Universität Stuttgart, 1988, ISBN 3-927078-00-X.
- Rudolf Doernach: Pflanzenhäuser. Biotektur Leben im Naturklima. Vorwort von Hans. A. Pestalozzi, Panoramaverlag 1987, ISBN 3-907506-06-5
- Rudolf Doernach: Natürlich bauen. Arbeiten mit Rundholz. Vorwort von Frei Otto. Krüger-Verlag, Frankfurt am Main 1986, ISBN 3-8105-0422-X.
- Rudolf Doernach: Vortragsreihe bei den Goldegger Dialogen, Goldegg 1985.
- Rudolf Doernach: Süddeutsche Bauernhäuser. Umschau Verlag, Frankfurt 1986, ISBN 3-524-63038-3.
- Rudolf Doernach: Archi-Bio: Biosophie-Archaitektur. C. F. Müller Verlag, Karlsruhe 1985, ISBN 3-7880-7282-2.
- Rudolf Doernach: Naturwerkstatt. Wolfgang Krüger Verlag, Frankfurt 1985, ISBN 3-8105-0421-1.
- Rudolf Doernach: Biotektur Naturbau. In: Subjective Standpoints. Mitteilungen des Institut für Leichte Flächentragwerke IL Nr. 36, Karl Krämer Verlag, Stuttgart 1984, ISBN 3-7828-2036-3.
- Rudolf Doernach: Handbuch für bessere Zeiten. Klett Verlag, Stuttgart 1983.
  - Bauen + Wohnen, Kleidung, Heimwerk, Wasser. ISBN 3-608-93048-5.
  - Nahrung, Tiere, Energie, Bio-Mobile. ISBN 3-608-93047-7.
- Rudolf Doernach mit Gerhard Heid: Das Naturhaus, Vorwort von Friedensreich Hundertwasser, Büchergilde Gutenberg 1983, ISBN 3-7632-2899-3
- Rudolf Doernach mit Gerhard Heid: Das Naturhaus: Wege zur Naturstadt, Wolfgang Krüger Verlag, Frankfurt 1982, ISBN 3-8105-0420-3.
- Rudolf Doernach mit Gerhard Heid: Biohaus für Dorf und Stadt. Wohngemeinschaft zwischen Pflanzen, Tier u. Mensch. Fischer Verlag, Frankfurt 1981, ISBN 3-596-24055-7. (Reihe fischer alternativ)
- Rudolf Doernach: Green is Beautiful Biotecture. Biohaus Verlag, Wildberg 1979.
- Rudolf Doernach: Pflanzenfassaden Pflanzenklima Biotektur. In: Ökojournal. Nr. 4, Bächli Verlag, Hemberg/Schweiz 1978.
- Rudolf Doernach: Bauklimatologie Biotektur. In: db. Nr. 12 1974, Deutsche Bauzeitung Verlag, Leinfelden 1974, ISSN 0721-1902.